# Lathyrus biflorus
Lathyrus biflorus là một loài thực vật có hoa trong họ Đậu. Loài này được T.W.Nelson & J.P.Nelson miêu tả khoa học đầu tiên.